# Manitou (Spiel)
Manitou ist ein Kartenspiel des deutschen Spieleautors Günter Burkhardt, das 1997 auf Deutsch bei dem Verlag Goldsieber Spiele erschien. Thematisch geht es bei diesem Spiel darum, als Indianerstämme möglichst viele Punkte durch die Jagd auf Bisons und gegnerische Indianer zu sammeln.
Im Erscheinungsjahr wurde es von der Jury des Spiel des Jahres auf die Auswahlliste aufgenommen. Zudem wurde das Spiel auf den vierten Platz des À-la-carte-Kartenspielpreises der Zeitschrift Fairplay sowie auf den zehnten Platz des Deutschen Spielepreises gewählt.

## Hintergrund und Ausstattung
In dem Spiel Manitou handelt es sich um ein Kartenspiel, bei dem die Spieler versuchen, als Indianer möglichst viele Punkte bei der Jagd auf Bisons und gegnerische Indianer zu sammeln. Das Spielmaterial besteht neben der Spielanleitung aus vier Kartensets in den vier Spielerfarben mit je 22 Karten, 15 Bisonkarten in den Werten 1 bis 13 sowie sieben Fellräuberkarten mit dem Wert −10.

## Spielweise
Das Spiel kann mit zwei bis vier Spielern gespielt werden. Zu Beginn wählt jeder Mitspieler eine Stammesfarbe und bekommt den entsprechenden Kartensatz aus jeweils 22 Karten. Neben einer Stammeskarte enthält ein Set je elf Jäger mit den Stärkewerten 1 bis 10, 10 Große Krieger (davon zwei Häuptlinge, einen Medizinmann, einen Regenmacher, einen Späher und eine Squaw). Die sieben Fellräuberkarten werden als Stapel in die Tischmitte gelegt und die Bisonkarten werden nach Rückseiten sortiert und danach gemischt, die beiden Stapel kommen verdeckt in die Tischmitte.
Gespielt wird über drei „Jagdzeiten“. Jeweils zu Beginn einer Runde legt ein Spieler, der Geber, entsprechend der Spielerzahl offen Bisonkarten auf drei nebeneinander liegenden Büffelplätzen aus. Danach wählt jeder Spieler außer dem Geber von seinen Karten jeweils acht Karten aus, die an der jeweiligen Jagdzeit teilnehmen sollen; der Geber wählt nur sieben Karten aus. Die Spieler mischen ihre ausgewählten Karten und legen sie verdeckt vor sich ab, danach nimmt jeder die obersten drei Karten auf die Hand.
Gespielt wir im Uhrzeigersinn. Beginnend mit dem Spieler links neben dem Geber wählt der jeweils aktive Spieler in jeder Runde eine Karte aus der Hand aus und legt sie offen an einen der Bisonplätze, danach zieht er eine Karte von seinem Nachziehstapel nach. Ein Spieler darf über die Runden mehrere Karten an einen Büffelplatz legen, die vorher gelegten Karten müssen jedoch sichtbar bleiben. Wir ein Großer Krieger an einen Büffelplatz gelegt, an dem bereits ein Großer Krieger liegt, kommt es zu Duell. Es ist auch erlaubt maximal einen zweiten Großen Krieger an einem Büffelplatz auszulegen, wodurch dieses Paar nur durch ein Opfer angreifbar wird. Das Kräftemessen wird über die Stammeskarten der Spieler ausgewertet, aus denen der jeweilige Sieger eines Duells hervorgeht. Die unterlegene Karte wird umgedreht, die siegreiche bleibt offen liegen. Bei einem Gleichstand durch gleiche Krieger werden beide Karten umgedreht. Um zwei Große Krieger an einem Büffelplatz herauszufordern, muss der herausfordernde Spieler eine stärkere Karte als den stärkeren der beiden spielen, die dann jedoch gemeinsam mit der unterlegenen Karte umgedreht wird; der zweite Große Krieger bleibt dann allein liegen.
Wenn alle Spieler jeweils sieben Karten gespielt haben, ist die Jagdzeit beendet, die verbliebenen Karten kommen zu den Reservekarten für die folgenden Runden. Zur Abrechnung der Jagdzeit wird zuerst ermittelt, welcher Spieler die meisten Punkte insgesamt erreicht hat. Dieser bekommt eine Fellräuberkarte mit dem Wert −10, die er zum verdeckten Punktestapel seines Stammes legt. Danach wird jeder Büffelplatz einzeln gewertet und der Spieler der jeweils an einem Jagdplatz den höchsten Stärkewert erreicht, erhält die ausliegende Bisonkarte bzw. die wertvollere von zweien und legt sie zu seinem Punktestapel. Bei einem Gleichstand erhält kein Spieler die Bisonkarten. Nach der Bisonwertung erhält jeder Spieler, der an einem Jagdplatz einen Großen Krieger offenliegen hat, alle Jägerkarten und unterlegenen Großen Krieger als Gefangene. Eigene Karten kommen zurück in die Reserve und können für spätere Runden eingesetzt werden, fremde Karten kommen auf den Punktestapel. Alle restlichen Jäger kommen zurück zu ihren Besitzern.
Das Spiel endet nach der dritten Jagdzeit. Alle Spieler zählen ihre Punkte zusammen, wobei die Bisonkarten jeweils mit ihrem Kartenwert gewertet werden, Fellräuberkarten zehn Minuspunkte einbringen und je gefangenem Gegner je ein Punkt addiert wird. Gewinner des Spiels ist der Spieler mit den meisten Punkten.

## Ausgaben und Rezeption
Manitou wurde von dem deutschen Spieleautor Günter Burkhardt entwickelt und erschien 1997 auf Deutsch bei dem Verlag Goldsieber Spiele, dabei handelte es sich um das erste veröffentlichte Kartenspiel von Burkhardt. Die Schachtel und die Karten wurden von dem Grafiker Franz Vohwinkel gestaltet. 2005 erschien das Spiel Big Manitou bei dem Spieleverlag What’s Your Game? in einer mehrsprachigen Version auf Englisch, Deutsch und Italienisch, gestaltet von Mauro Laurenti und Corrado Mastantuono.
Das Spiel wurde 1997 von der Jury des Spiel des Jahres auf die Auswahlliste aufgenommen.  Es wurde zudem auf den vierten Platz des À-la-carte-Kartenspielpreises der Zeitschrift Fairplay sowie auf den zehnten Platz des Deutschen Spielepreises gewählt. Die Jury zum Spiel des Jahres begründete die Aufnahme in die Auswahlliste wie folgt:

„Die psychologische Einschätzung der Mitspieler, der strategische Karteneinsatz und ein ungewöhnlicher Kartenspielablauf machen MANITOU zu einem vielschichtigen, spannenden und äußerst innovativen Kartenspiel, das außerdem noch durch eine gelungene grafische Umsetzung überzeugt.“

## Belege
1. 1 2 3 4 5 6 7 8  
Offizielle Spielregeln für Manitou, Goldsieber Spiele 1997
2. ↑  
Versionen von Manitou in der Datenbank BoardGameGeek; abgerufen am 25. Dezember 2022.
3. ↑  
Big Manitou in der Spieledatenbank BoardGameGeek (englisch); abgerufen am 25. Dezember 2022.
4. 1 2  
Manitou auf der Website des Spiel des Jahres e.V.; abgerufen am 25. Dezember 2022.